# Marek Stefankiewicz
Marek Stefankiewicz (ur. 13 marca 1954 w Lublinie) – polski pianista, klawiszowiec, kompozytor, aranżer, dyrygent, kierownik muzyczny, pedagog. Członek Stowarzyszenia Autorów ZAiKS, Związku Artystów Wykonawców STOART i Polskiej Akademii Filmowej. Doktor habilitowany sztuk muzycznych.

## Życiorys
Ukończył Średnią Szkołę Muzyczną w Lublinie w klasie fortepianu. Absolwent Wychowania Muzycznego na Akademii Muzycznej im. Fryderyka Chopina w Warszawie (tytuł magistra sztuki uzyskał w 1982) oraz Wydziału Handlu Zagranicznego Szkoły Głównej Planowania i Statystyki w Warszawie.
Zadebiutował w 1972 roku, jako pianista zespołu Full Trio z którym dokonał pierwszych nagrań w Rozgłośni Lubelskiej Polskiego Radia. Był wówczas uczniem lubelskiej Państwowej Szkoły Muzycznej II stopnia. Trio wykonywało muzykę z pogranicza jazzu, bluesa i popu.
W latach 1973–1975 i w 1977 muzyk współpracował z lubelską formacją rockową Budka Suflera. Brał udział w nagraniu jej debiutanckiego longplaya Cień wielkiej góry oraz w rejestracji utworu Komentarz do pewnej legendy (zagrał m.in. na saksofonie). W czasie studiów grywał również z holenderską formacją Livin’ Blues, z zespołem z nurtu poezji śpiewanej Boom (brał udział w prezentacji spektaklu pt. 13 wierszy K. K. Baczyńskiego, premiera: marzec 1979), Perfectem i duetem Marek i Wacek. W 1979 roku zadebiutował jako kompozytor.
Po ukończeniu studiów muzycznych w 1982 roku, jako pianista i aranżer pracował w: Polskiej Orkiestrze Radiowej, Filharmonii Narodowej, w Studio Jazzowym Polskiego Radia, Orkiestrze Teatru Wielkiego, Orkiestrze Sinfonia Varsovia oraz w big-bandach: Andrzeja Trzaskowskiego, Zbigniewa Górnego i w Alex Bandzie. Koncertował w kraju i za granicą, m.in. w RFN, NRD, Szwecji, Wielkiej Brytanii, Australii, Stanach Zjednoczonych i Japonii.
Był dyrygentem i kierownikiem muzycznym, m.in. w Teatrze Studio i Teatrze Scena Prezentacje w Warszawie. Współpracował także z zespołami orkiestrowymi i chóralnymi w czasie sesji nagraniowych, jak również podczas koncertów i festiwali (KFPP w Opolu, MFP w Sopocie, Przegląd Piosenki Aktorskiej we Wrocławiu). Udzielał się również, jako pianista i kierownik muzyczny w telewizyjnych i radiowych programach muzycznych (Droga do gwiazd, Śpiewające fortepiany, Showtime).
Jest autorem:

– muzyki do filmów, seriali i spektakli telewizyjnych, m.in.: Smak czekolady (reż. Paweł Karpiński), To tylko Rock (reż. Paweł Karpiński), Miłość z listy przebojów (reż. Marek Nowicki), Sara (reż. Maciej Ślesicki), Klan, Paradiso (reż. Andrzej Strzelecki);

– muzyki instrumentalnej;

– piosenek śpiewanych, m.in. przez: Ewę Bem, Danutę Błażejczyk, Halinę Frąckowiak, Irenę Jarocką, Krystynę Prońko (skomponował m.in. piosenkę Jesteś lekiem na całe zło), Hannę Banaszak, Annę Jantar, Marylę Rodowicz, Alicję Majewską, Zdzisławę Sośnicką, Hannę Banaszak, Martynę Jakubowicz, Natalię Kukulską, Zbigniewa Wodeckiego, Krzysztofa Cugowskiego, Andrzeja Zauchę (jako członek Grupy Doktora Q nagrał debiutancki album solowy piosenkarza pt. Wszystkie stworzenia duże i małe), Piotra Schulza, Mieczysława Szcześniaka, czy Janusza Szroma;

– piosenek dla dzieci.
Ponadto pojawił się w obsadzie aktorskiej filmów: To tylko Rock (1983) i Miłość z listy przebojów (1984) oraz seriali: Klan i Na dobre i na złe. Jest laureatem nagrody dziennikarzy, którą otrzymał na XXIV Krajowym Festiwalu Piosenki Polskiej Opole '87 za aranżację Polskiej Madonny i III nagrody w koncercie „Premiery” na XXVIII Krajowym Festiwalu Piosenki Polskiej Opole ’91 za piosenkę pt. Nie bój się żyć.
Od października 2003 roku do chwili obecnej jest wykładowcą na Wydziale Artystycznym – Instytut Sztuki UMCS w Lublinie (Kierunek: Jazz i Muzyka Estradowa) i od października 2009 roku do chwili obecnej na Akademii Teatralnej im. Aleksandra Zelwerowicza w Warszawie. Za pracę pedagogiczną otrzymał nagrody rektorskie (2011, 2012, 2014, 2015).
W 2012 roku uzyskał stopień doktora sztuki muzycznej w dyscyplinie artystycznej „dyrygentura”, nadany przez Radę Wydziału Dyrygentury Chóralnej, Edukacji Muzycznej, Muzyki Kościelnej, Rytmiki i Tańca Uniwersytetu Muzycznego Fryderyka Chopina w Warszawie. Kilkukrotnie uczestniczył w organizacji Międzynarodowego Festiwalu Szkół Teatralnych.
Ze swoimi studentami brał udział w podobnych festiwalach w Indiach (Delhi, 2012), na Słowacji (Bratysława, 2014) i w Rumunii (Suczawa, 2015). Ponadto prowadził międzynarodowe warsztaty muzyczne w kraju i w 2013 w Strasberg Studio w Nowym Jorku.
W 2012 roku został uhonorowany przez Ministra Kultury i Dziedzictwa Narodowego Brązowym Medalem „Zasłużony Kulturze Gloria Artis”, zaś w 2016 został odznaczony przez Prezydenta Rzeczypospolitej Polskiej Złotym Krzyżem Zasługi.
15 stycznia 2020 roku Akademia Muzyczna im. Ignacego Jana Paderewskiego w Poznaniu nadała Markowi Stefankiewiczowi stopień doktora habilitowanego w dziedzinie sztuki, w dyscyplinie sztuki muzyczne.